# コリア・ヘラルド
『コリア・ヘラルド』（The Korea Herald）は、1953年に大韓民国のソウル特別市で創刊され、出版されている主要な英字日刊紙。 